# Anton Bayr (Politiker)
Anton Bayr (* 18. November 1927 in Zederhaus; † 8. Dezember 2020 in Amstetten) war ein österreichischer Politiker (ÖVP) und Bezirksschulinspektor. Er war zwischen 1981 und 1993 Abgeordneter zum Nationalrat.

## Ausbildung und Beruf
Anton Bayr besuchte nach der Volksschule in Heiligenblut die Hauptschule in Pöggstall und absolvierte in der Folge die Lehrerbildungsanstalt St. Pölten, die er 1949 mit der Matura abschloss. Danach trat er ab 1950 in den Schuldienst des Landes Niederösterreich und übte zwischen 1973 und 1981 die Funktion des Bezirksschulinspektor im Schulbezirk Melk aus. Ihm wurde der Berufstitel Regierungsrat verliehen.
Bayr beantragte am 20. Januar 1944 die Aufnahme in die NSDAP und wurde am 20. April desselben Jahres aufgenommen (Mitgliedsnummer 10.031.704). Er kämpfte im Zweiten Weltkrieg in der deutschen Wehrmacht, floh nach zwei Fronttagen und geriet in Gefangenschaft, wobei er zwei Jahre in sowjetischer Gefangenschaft im Uralgebiet (Archipel GULAG) verbrachte. Er verfasste auf Grund seiner Erinnerungen das Werk „Vergessene Schicksale. Überlebenskampf in sowjetischen Lagern – ein Kriegsgefangener erinnert sich“, das 2005 veröffentlicht wurde.

## Politik
Anton Bayr wurde 1960 zum Ortsparteiobmann der ÖVP-Krummnußbaum gewählt und hatte zudem das Amt des Bezirksobmanns des ÖAAB Melk und des Hauptbezirksparteiobmann der ÖVP Melk inne. Er war ab 1960 Gemeinderat in Krummnußbaum und übte von 1975 bis 1988 das Amt des Bürgermeisters aus. Zudem war er von 1969 bis 1975 der Präsident der Katholischen Aktion der Diözese St. Pölten.
Bayr war vom 10. Juni 1981 bis zum 8. Juli 1993 Abgeordneter zum Nationalrat. Bayr war Bildungssprecher des ÖVP-Parlamentsklubs.

## Auszeichnungen
- 1992: Großes Goldenes Ehrenzeichen für Verdienste um die Republik Österreich[5]
- Ehrenbürgerschaft in Krummnußbaum